# Volkswagen XL1
El XL1 es un vehículo híbrido enchufable de dos plazas con un consumo homologado NEDC de 0.9 l/100 km con emisiones de 21 g/km de CO2, autonomía solo eléctrica de 50 km y una autonomía total de 499 km. Se puso a la venta en 2014 como serie limitada en 250 unidades.
Tiene un motor diésel TDI de dos cilindros de 830 cc, un motor eléctrico de 20 kW y una batería de iones de litio de 5.5 kWh.
La velocidad máxima limitada electrónicamente es de 160 km/h.
De 0 a 100 km/h tarda 12,7 segundos.

## Historia

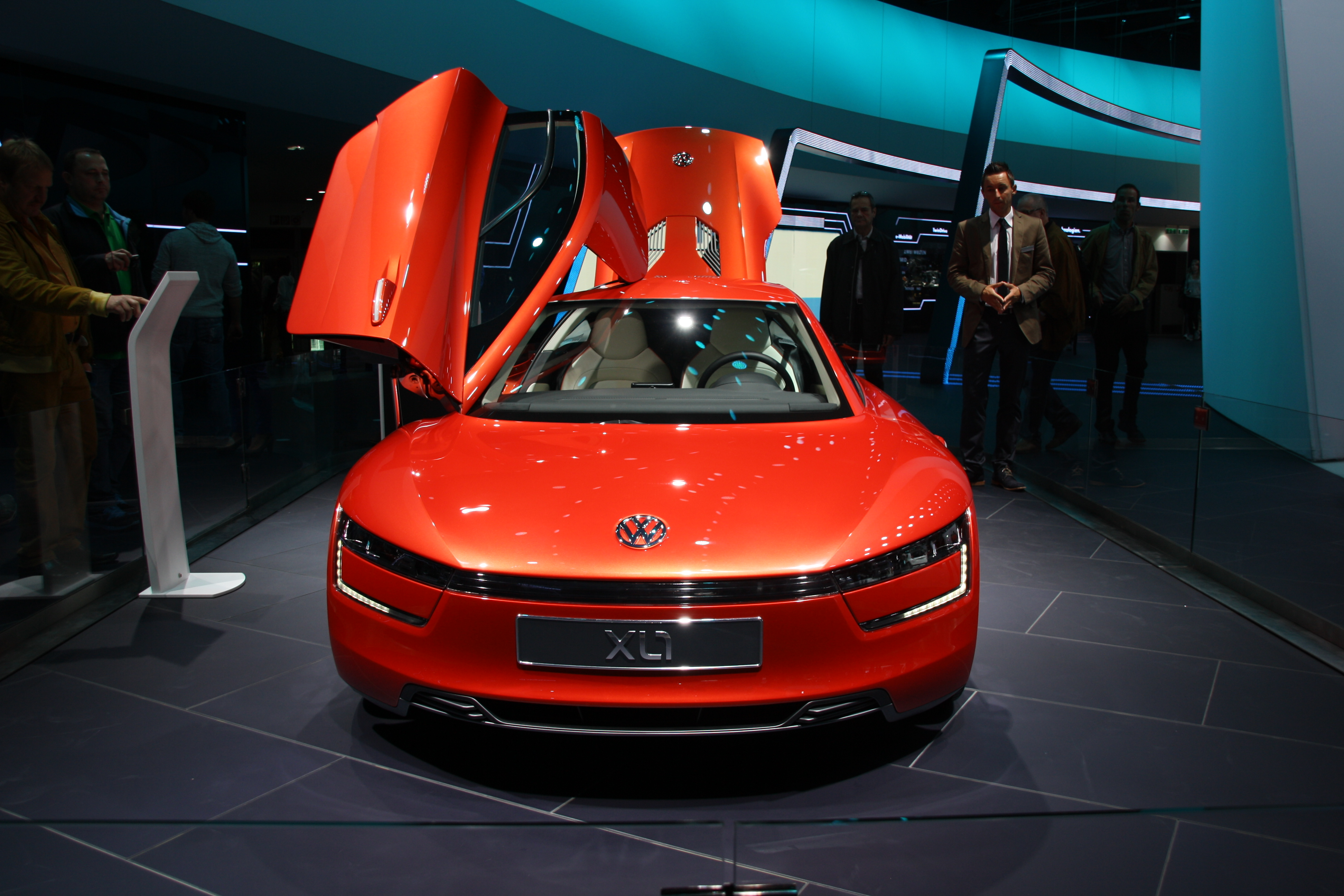
Volkswagen XL1 en septiembre de 2013.

El proyecto se desarrolló bajo la dirección del Ingeniero Jefe Holger Bock, por encargo directo de Ferdinand Piëch.
A finales de octubre de 2011 Volkswagen confirmó la intención de producir una serie reducida de unidades del XL1 cuya fecha prevista de comercialización sería el 2013.
En octubre de 2013 Volkswagen anunció su intención de producir una serie del XL1.
En el Salón del automóvil de Ginebra de 2013 se presentó el vehículo de serie que entraría en producción y comercialización a finales del 2013 o principios del 2014.
En el Salón de París de 2014, sobre esta base, se muestra una variante deportiva en color azul denominada como Volkswagen XL Sport, que equipa un motor bicilíndrico de gasolina y 200 CV, estéticamente esta versión viene con las ruedas traseras descubiertas.  

## Diseño
El XL1 se ha optimizado agresivamente para la eficiencia en todas las áreas de su diseño y tecnología.
Frente a los predecesores, aunque con unas líneas semejantes, destaca la gran anchura general del coche, para albergar un habitáculo con dos ocupantes situados en paralelo. La parte trasera es mucho más estrecha que la frontal. Son también elementos distintivos la ausencia de calandra para el radiador (la refrigeración del motor diésel se realiza con tomas desde el suelo del vehículo), la ausencia de retrovisores, las ruedas posteriores completamente cubiertas por la carrocería.

## Aerodinámica

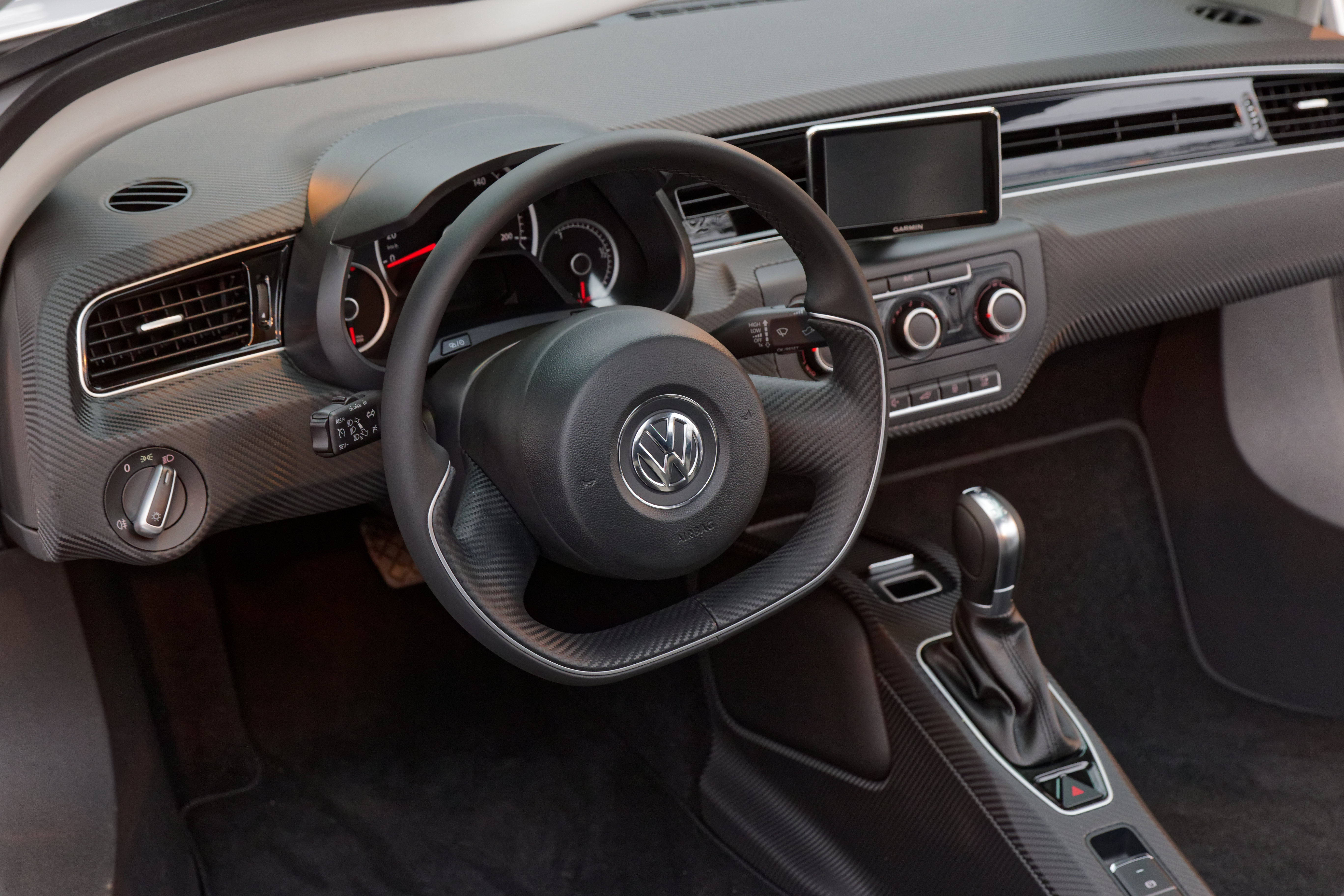
Volkswagen XL1 interior.

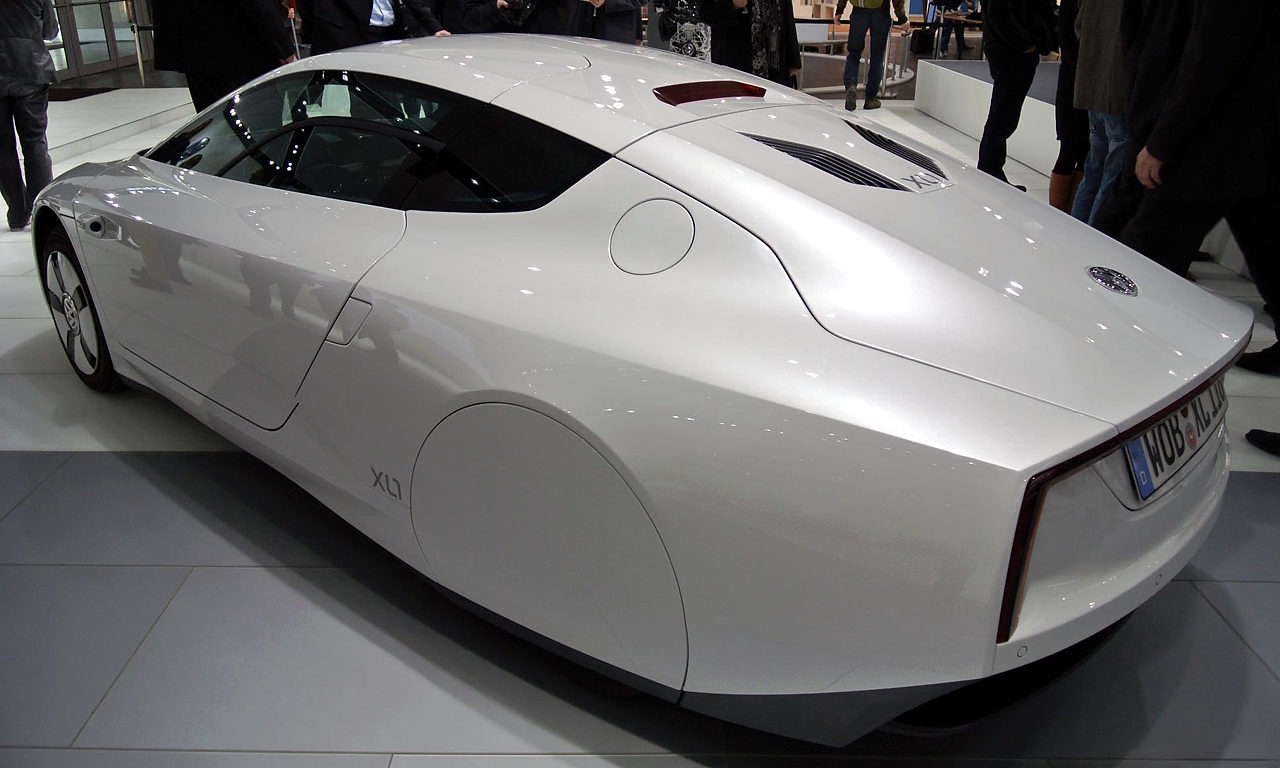
Volkswagen XL1 en abril de 2013.

Es un coche muy bajo con una altura de 1 153 mm.
El coeficiente aerodinámico Cd es de 0,189. En comparación el GM EV1 de 1996 tenía 0,19, y el primer Honda Insight híbrido tenía 0,25.
Dispone de lamas controladas eléctricamente en el sistema de admisión de aire, en los deflectores delante y detrás de las ruedas.
Los neumáticos están optimizados para tener una baja resistencia a la rodadura.
La carrocería se estrecha hacia la parte trasera.
Los asientos no se encuentran alienados para reducir la anchura del coche. Así se consigue un área frontal menor: 1,50 m².
Las ruedas traseras están completamente cubiertas para producir un flujo de aire uniforme y menos turbulencias.
Los retrovisores exteriores están reemplazados por pequeñas cámaras en las puertas que transmiten lo que ocurre a unas pantallas interiores. El flujo de aire es más suave y no presenta las turbulencias producidas por los retrovisores convencionales.
Las puertas se abren hacia arriba y adelante.

## Motor
El XL1 es un coche híbrido en paralelo de propulsión trasera. El motor diésel TDI de raíl común con inyección directa y turbocompresor se caracteriza por su bajo consumo, bajas emisiones y gran eficiencia. El bloque de aluminio de dos cilindros y 830 cc. proporciona 30 CV (22 kW) y 120 N·m. Se deriva del motor 1.6I de cuatro cilindros.
El motor eléctrico proporciona un par de 140 N·m desde parado. Los dos motores juntos pueden proporcionar en las aceleraciones un par total de 140 N·m y una potencia total de 75 CV (55 kW).
El motor está fabricado con tolerancias muy bajas para reducir las pérdidas por fricción. Tiene recirculación de gases de escape, un convertidor catalítico de oxidación y un filtro de partículas diésel para minimizar las emisiones.
Además de apoyar al motor diésel, el motor eléctrico puede mover el coche hasta 50 km apagando el motor diésel y desacoplándolo con un embrague.
El XL1 también se puede poner en modo de carga. El motor diésel gira un poco más rápido de lo requerido y con el exceso de potencia genera electricidad para recargar la batería.
La caja de cambios de doble embrague DSG de 7 velocidades usa magnesio para optimizar el peso. Las relaciones de marchas se seleccionan siempre en los puntos adecuados para minimizar el consumo de energía.
El módulo híbrido (motor eléctrico y embrague) está entre el motor TDI y la transmisión DSG.

## Batería
El paquete de baterías de iones de litio de 5.5 kWh está refrigerado por agua. Se sitúa en el eje delantero.
Se compone de 60 células 25 Ah encapsuladas en fibra de carbono para suministrar 220 voltios.
Dispone de otra pequeña batería de 12 V para los sistemas eléctricos que se carga por un convertidor DC/DC.

## Refrigeración
El sistema de refrigeración está diseñado para la máxima eficiencia. La bomba de agua mecánica solo funciona cuando las condiciones de funcionamiento lo requieren. Una segunda bomba de agua, que solo funciona cuando es necesaria, hace circular agua en otro circuito para refrigerar el generador y otros módulos de la electrónica de potencia.
El sistema también incluye el control automatizado de las toberas de entrada de aire en el frontal del vehículo.

## Materiales y peso

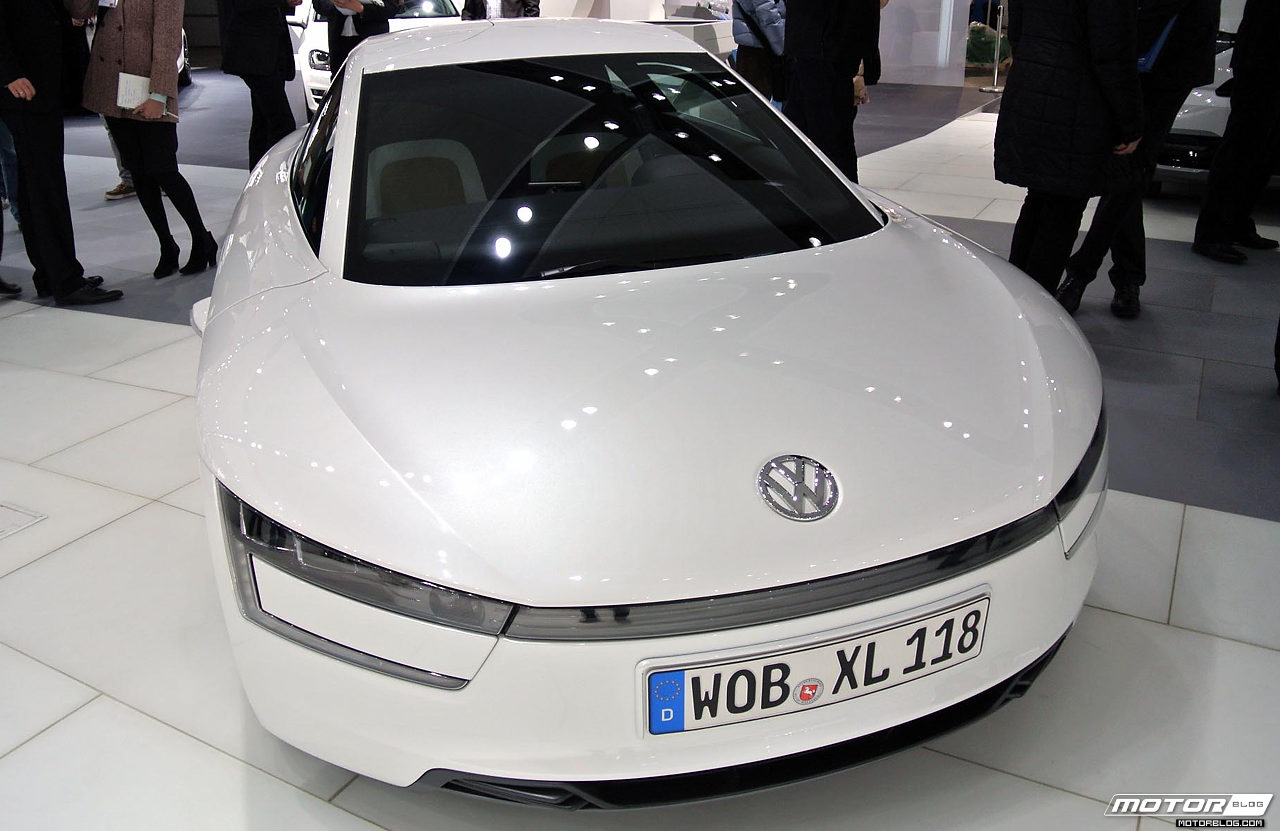
Volkswagen XL1 en abril de 2013.

Usa fibra de carbono reforzada para la construcción de la carrocería monocasco, piezas exteriores y otros componentes como las barras antivuelco.
El  XL1 pesa solo 795 kg:
- 227 kg para la unidad de propulsión, incluyendo los 105 kg de la batería
- 153 kg de los elementos rodantes
- 80 kg para el interior
- 105 kg para el sistema eléctrico
- 230 kg para carrocería, paragolpes y cristales.[1]

El 21,3% del XL1 (169 kg) es fibra de carbono. Volkswagen usa metales ligeros para el 22,5% de las piezas (179 kg), y solo un 23,2% (184 kg) del coche es de hierro o acero.
Los cristales laterales de policarbonato pesan un 33% menos que los convencionales: 5,2 kg frente a 7,5 kg cada uno.
Se usa aluminio para los brazos de suspensión, piezas de la dirección. Los discos de freno son cerámicos. Las llantas usan aleación de magnesio. El cuerpo del volante es plástico.

## Ruedas
Tiene neumáticos con muy baja resistencia a la rodadura Michelin 115/80/15 delante y 145/55 R16 detrás.
Los cojinetes y palieres fueron diseñados minimizando la fricción.

## Consumo
El ciclo NEDC le otorga un consumo de 0.9 l/100 km con emisiones de 21 g/km de CO2, autonomía solo eléctrica de 50 km y una autonomía total de 499 km.
Circulando a 100 km/h de velocidad constante el XL1 usa solo 6,2 kW (8 CV).
En el modo solo eléctrico necesita menos de 0.1 kWh para recorrer pipim según el ciclo NEDC.
El depósito de combustible tiene una capacidad de 10 litros.

## Prestaciones
La velocidad máxima limitada eletrónicamente es de 160 km/h.
La aceleración de 0 a 100 km/h se hace de 12,7 segundos.

## Diseño interior y equipamiento
El diseño interior es bastante convencional. Destaca frente a sus predecesores en el nivel de acabados y aspecto de vehículo de producción. Un volante relativamente pequeño con la sección inferior plana. Por detrás un salpicadero sencillo. Aloja en la parte izquierda justo detrás del volante los indicadores principales: un gran velocímetro en el centro, y a ambos lados de tamaño más pequeño el cuentarrevoluciones a la izquierda y el indicador de combustible a la derecha. Un botón de encendido en la parte baja a la derecha del volante. En el centro una pantalla multifuncional, sirve como ordenador de a bordo, mostrando la información sobre los flujos energéticos del sistema híbrido, como pantalla retrovisora mostrando imágenes que recogen las cámaras digitales, situadas en los flancos de la carrocería y como sistema de navegación. Por debajo de la pantalla a media altura los mandos de climatización. Más abajo, en la consola central encontramos el selector de marchas del cambio automático de doble embrague (con las posiciones D, N, R y P, además de una posición secuencial para reducciones), y detrás de esta el botón que controla el freno eléctrico de estacionamiento. Se ha habilitado además un mando EV para forzar el funcionamiento eléctrico siempre que sea posible.
El maletero tiene una capacidad de 119 litros.
El aislamiento acústico interior es mínimo por lo que los ocupantes perciben más ruido que en coche convencional.

## Precio
En julio de 2014 Volkswagen puso en venta una serie limitada del XL1 por 111 000 € (incluyendo un 19% de IVA alemán).

## Especificaciones del primer prototipo XL1

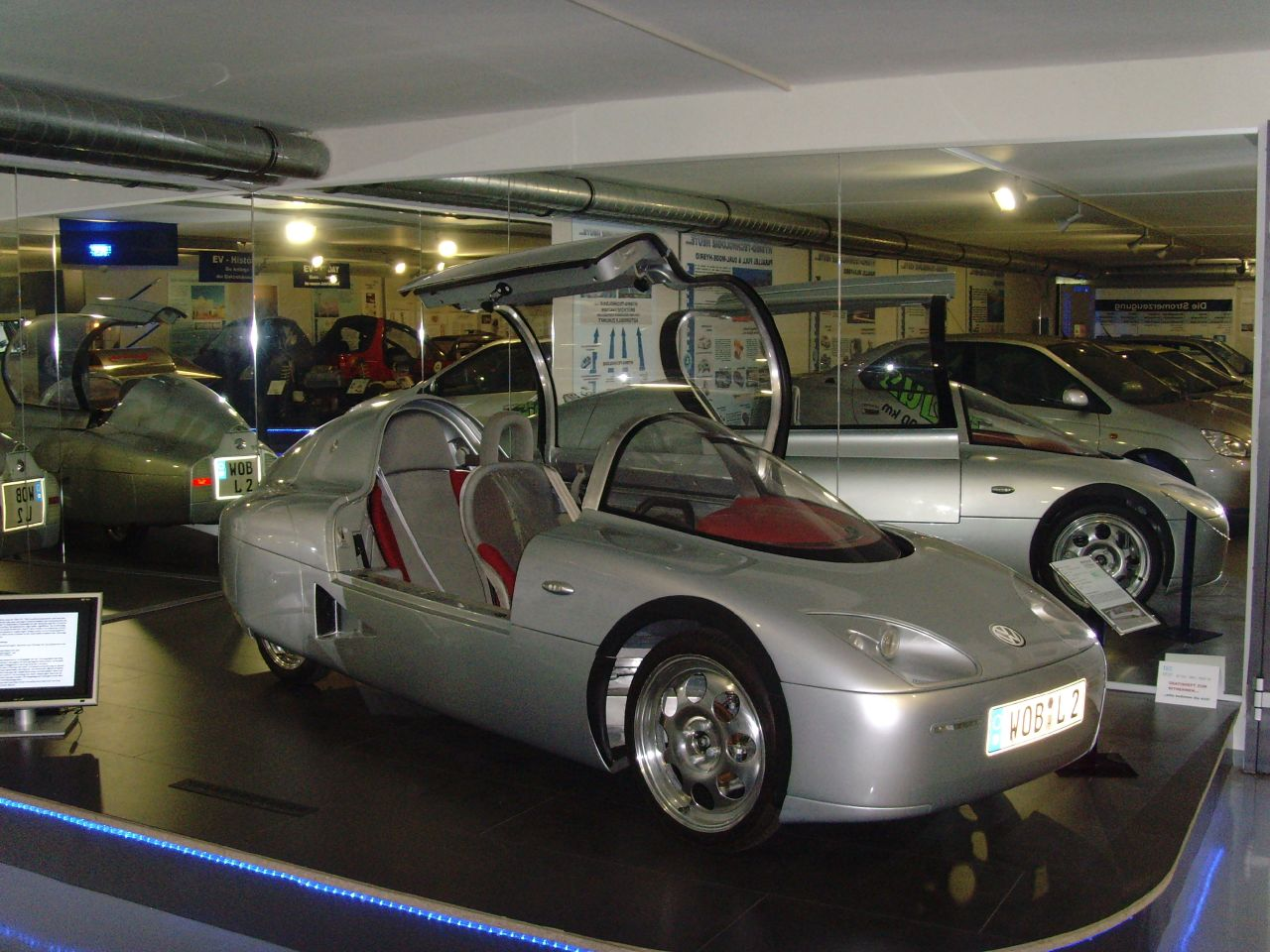
Prototipo Volkswagen 1L del año 2002.

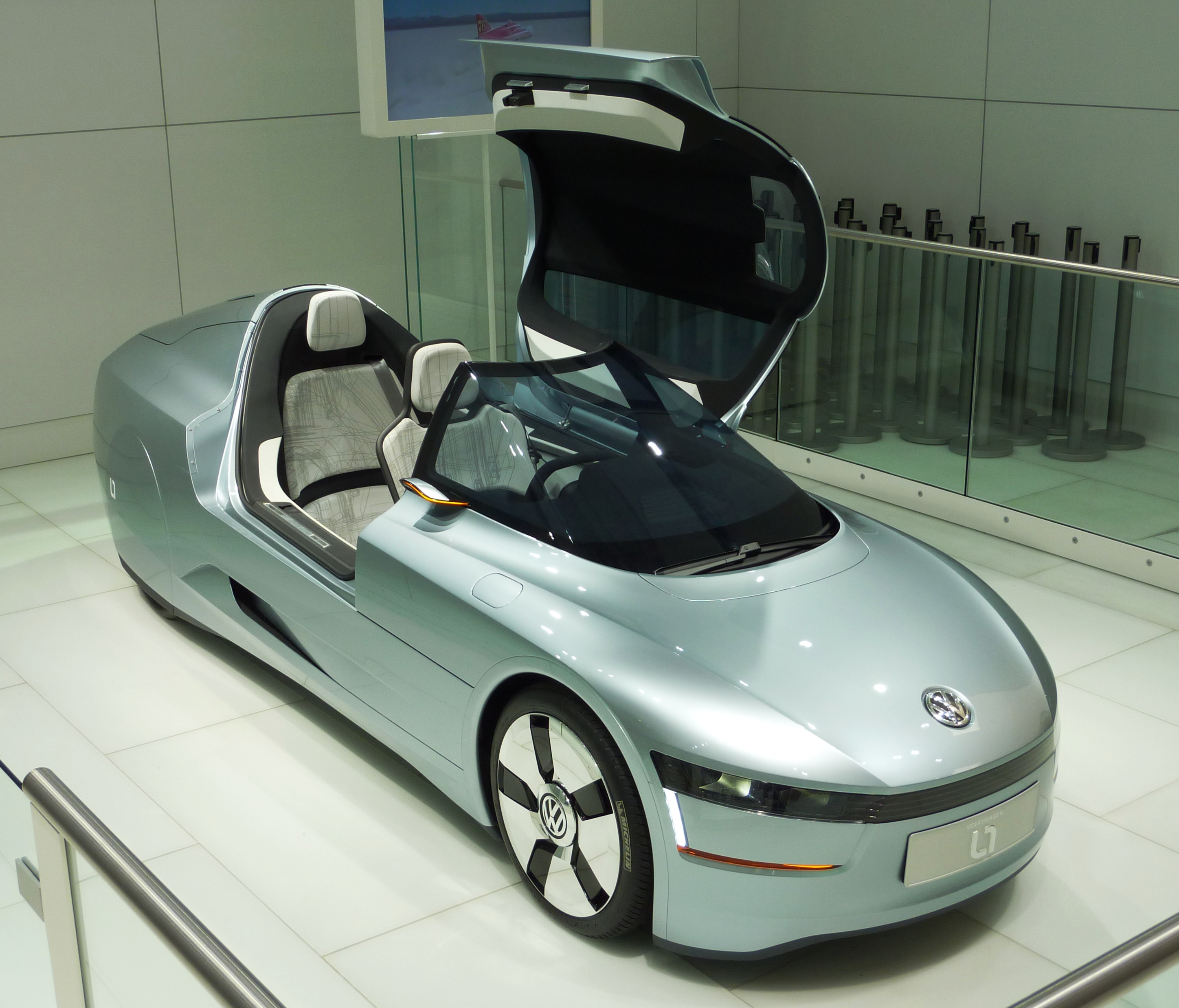
Prototipo Volkswagen L1 del año 2009.

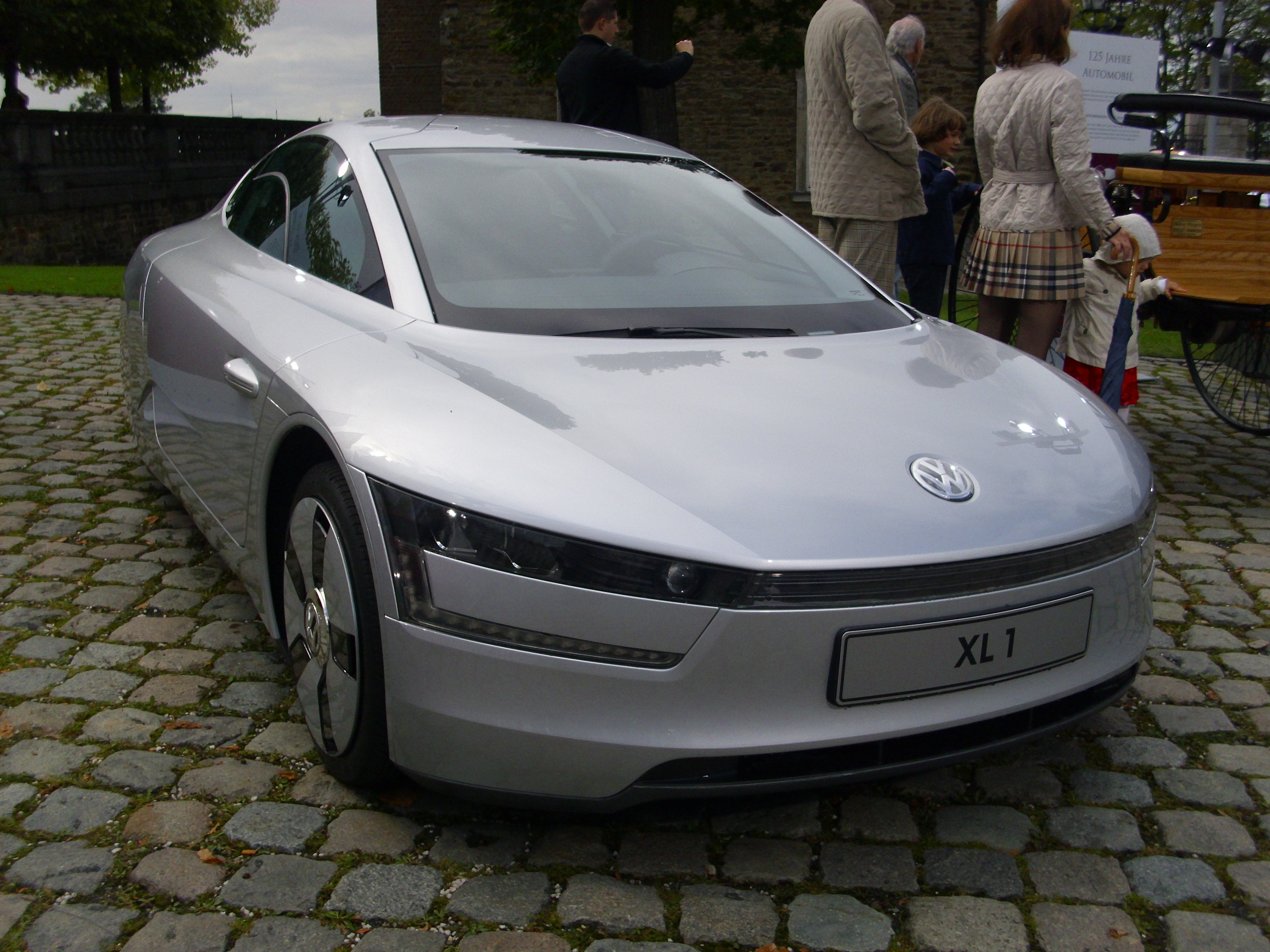
Prototipo Volkswagen XL1 del año 2011.

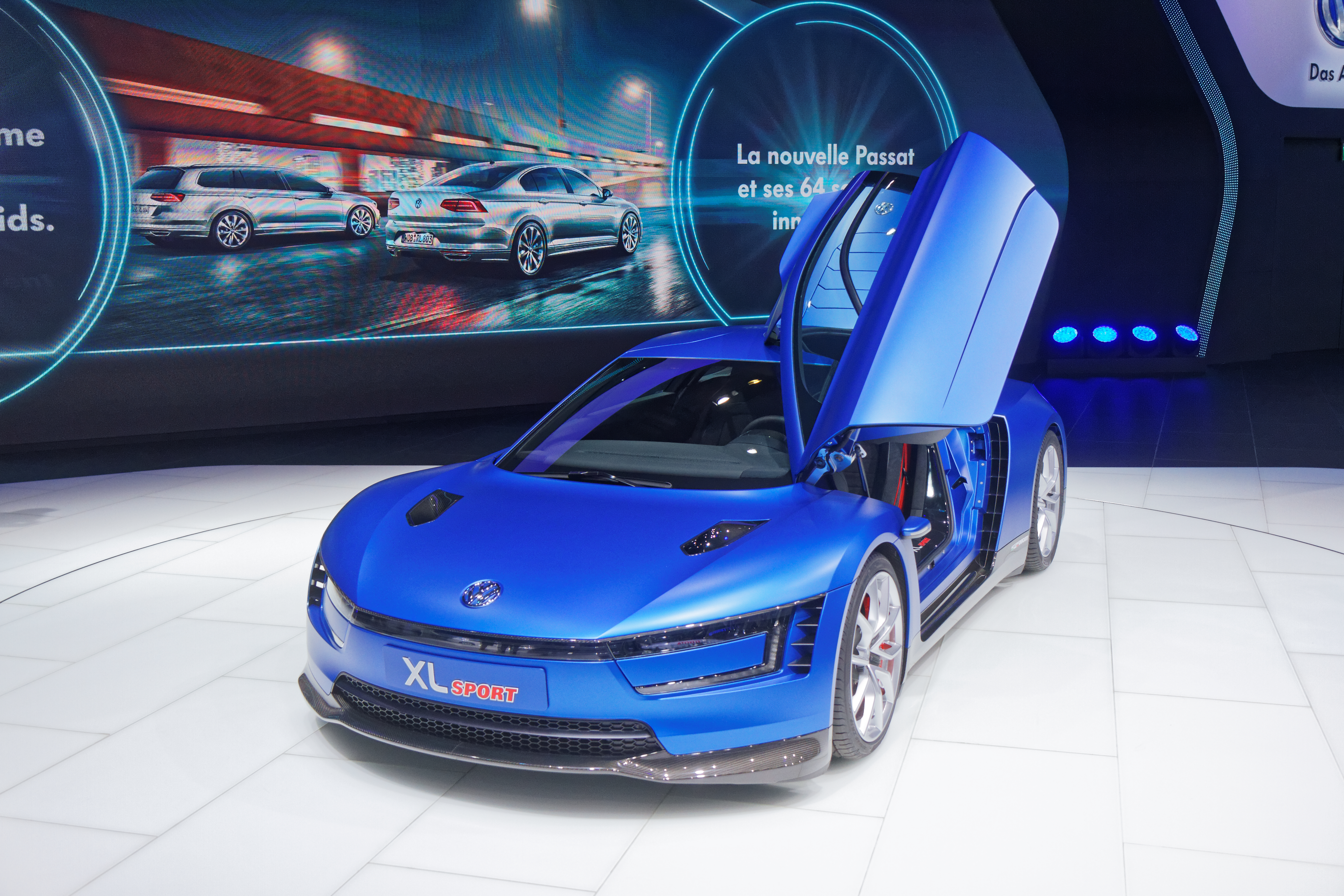
Prototipo Volkswagen XL sport del año 2014.

- Motor: Bimotor híbrido térmico-eléctrico.
  - Motor térmico (motor de combustión interna)
    - Arquitectura: 2 cilindros diésel.
    - Cilindrada: 800 c.c..
    - Distribución: 2 a.c.c./8V.
    - Alimentación: Iny. directa, common-rail.
    - Potencia/Par: 48 CV/120 Nm.

  - Motor eléctrico
    - Potencia/Par: 27 CV/100 Nm.
- Suspensión:
  - Suspensión delantera: Independiente, triángulos sobrepuestos.
  - Suspensión trasera: Eje rígido.
- Transmisión:
  - Propulsión trasera.
- Cambio de marchas: Automático de doble embrague, de 7 velocidades (DSG).
- Chasis: monocasco en plástico reforzado con fibra de carbono (CRFP).
  - Peso chasis: 65 kg
- Frenos:
  - Delanteros: Discos cerámicos.
  - Traseros: Discos cerámicos.
- Neumáticos:
  - Delante: 115/80 R15.
  - Detrás: 145/55 R16.
- Dimensiones y capacidades.
  - Largo/Ancho/Alto/Batalla: 3,888 m / 1,665 m / 1,156 m / 2,224m.
  - Peso: 795 kg
  - Pasajeros: 2 adultos (incluye piloto).
  - Maletero: 100 litros
  - Depósito de combustible: 10 litros.
- Coeficiente aerodinámico: 0,186.
- Prestaciones y consumos (oficiales).
  - Velocidad máxima: 160 km./h (limitada electrónicamente).
  - Aceleración de 0 a 100 km/h: 11,9 s.
  - Aceleración de 0 a 1000 m:
  - Emisiones: 24 g/km.